# Nuovo Politecnico
Nuovo Politecnico è stata una collana della casa editrice Einaudi attiva dal 1965 al 1990.
Ideata da Giulio Bollati, si richiamava al Politecnico di Vittorini e pubblicava saggi di vario genere, con l'obiettivo di orientare il dibattito pubblico. Considerata una collana di punta, comprendeva opere di autori come Foucault, Basaglia, Popper, Marcuse, Chomsky, Barthes, Benjamin, Sartre.
La caratteristica veste grafica, ideata da Bruno Munari, era composta, in alto, da titolo e numero della collana affiancati dall'edizione, seguiti da nome dell'autore, titolo in maiuscolo, un quasi sempre presente sottotitolo e un quadrato rosso su sfondo rigorosamente bianco.

## Volumi pubblicati
1965

- 1. Jan Myrdal, Rapporto da un villaggio cinese. Inchiesta in una comune agricola del Shensi.
- 2. Robert Havemann, Dialettica senza dogma. Marxismo e scienze naturali, a cura di Fausto Codino.
- 3. Charles E. Silberman, Crisi in bianco e nero. Il problema negro negli Stati Uniti.

1966

- 4. Walter Benjamin, L'opera d'arte nell'epoca della sua riproducibilità tecnica. Arte e società di massa.
- 5. C. P. Snow, Scienza e governo. L'intervento dei consiglieri scientifici nelle decisioni militari.
- 6. Josué de Castro, Una zona esplosiva: Il Nordeste del Brasile. Un punto-chiave nella «geografia della fame».
- 7. Roland Barthes, Elementi di semiologia. Linguistica e scienza delle significazioni.
- 8. Jurij Davydov, Il lavoro e la libertà. Una teoria della società comunista.
- 9. Hal Draper, La rivolta di Berkeley. Il movimento studentesco negli Stati Uniti.
- 10. Alphonse Dupront, L'acculturazione. Per un nuovo rapporto tra ricerca storica e scienze umane.

1967

- 11. Herbert Marcuse, L'uomo a una dimensione. L'ideologia della società industriale avanzata.
- 12. Alexandre Koyré, Dal mondo del pressappoco all'universo della precisione. Tecniche, strumenti e filosofia dal mondo classico alla rivoluzione scientifica.
- 13. Claude Lévi-Strauss, Razza e storia e altri studi di antropologia. Le regole che condizionano il pensiero e la vita dell'uomo, trad. e cura di Paolo Caruso.
- 14. E. H. Gombrich, Freud e la psicologia dell'arte. Stile, forma e struttura alla luce della psicanalisi.
- 15. Joan Robinson, L'economia a una svolta difficile. I problemi di un sistema capitalistico avanzato.
- 16. Lucien Goldmann, L'illuminismo e la società moderna. Storia e funzione attuale dei valori di «libertà» «eguaglianza» «tolleranza», trad. di Gian Giacomo Cagna.

1968

- 17. Giulio Preti, Retorica e logica. Le due culture.
- 18. Jean Chesneaux, Perché il Vietnam resiste. Le radici storiche e ideologiche di una guerra rivoluzionaria.
- 19. L'istituzione negata. Rapporto da un ospedale psichiatrico, a cura di Franco Basaglia.
- 20. Leo Apostel, Materialismo dialettico e metodo scientifico. Cibernetica, logica, marxismo.
- 21. Alexander Mitscherlich, Il feticcio urbano. La città inabitabile, istigatrice di discordia.
- 22. L'università del dissenso. Insegnamento e responsabilità politica: un «anti-textbook» di undici professori americani, a cura di Theodore Roszak.
- 23. Erving Goffman, Asylums. Le istituzioni totali: i meccanismi dell'esclusione e della violenza, trad. di Franca Ongaro Basaglia.
- 24. Maxime Rodinson, Islam e capitalismo. Saggio sui rapporti tra economia e religione.
- 25. Robert Paul Wolff, Barrington Moore jr, Herbert Marcuse, Critica della tolleranza. La forma attuale della tolleranza: un mascheramento della repressione.
- 26. LeRoi Jones, Il popolo del blues. Sociologia dei negri americani attraverso l'evoluzione del jazz.

1969

- 27. R. D. Laing, L'io diviso. Studio di psichiatria esistenziale, prefazione di Letizia Jervis Comba, trad. di David Mezzacapa.
- 28. Kenneth B. Clark, Ghetto negro. L'universo della segregazione.
- 29. Karl R. Popper, Scienza e filosofia. Problemi e scopi della scienza.
- 30. Herbert Marcuse, Saggio sulla liberazione. Dall'«uomo a una dimensione» all'utopia.
- 31. Dialettica della liberazione. Integrazione e rifiuto nella società opulenta, a cura di David Cooper.
- 32. Rhys Carpenter, Clima e storia. Una nuova interpretazione delle fratture storiche nella Grecia antica.
- 33. Jean Piaget, Saggezza e illusioni della filosofia. Caratteri e limiti del conoscere filosofico.
- 34. Noam Chomsky, I nuovi mandarini. Gli intellettuali e il potere in America.

1970

- 35. Tomás Maldonado, La speranza progettuale. Ambiente e società.
- 36. Maurice Godelier e Lucien Sève, Marxismo e strutturalismo. Un dibattito a due voci sui fondamenti delle scienze sociali.
- 37. György Lukács, Lenin. Teoria e prassi nella personalità di un rivoluzionario.
- 38. Edward H. Carr, 1917. Illusioni e realtà della rivoluzione russa, trad. di Luca Baranelli.
- 39. Herbert Marcuse, L'autorità e la famiglia. Introduzione storica al problema.
- 40. Mario Lodi, Il paese sbagliato. Diario di un'esperienza didattica.

1971

- 41. Jan Mukařovský, La funzione, la norma e il valore estetico come fatti sociali. Semiologia e sociologia dell'arte, a cura di Sergio Corduas.
- 42. L'erba voglio. Pratica non autoritaria nella scuola, a cura di Elvio Fachinelli, Luisa Muraro Vaiani e Giuseppe Sartori.
- 43. Franco Basaglia e Franca Basaglia Ongaro, La maggioranza deviante. L'ideologia del controllo sociale totale.
- 44. Joan Robinson, Libertà e necessità. Un'introduzione allo studio della società.
- 45. Jan Myrdal e Gun Kessle, Un villaggio cinese nella rivoluzione culturale. Nuovo rapporto da Liu Ling.
- 46. Robert Kalivoda, La realtà spirituale moderna e il marxismo. Lo strutturalismo, Freud, il libertinismo.
- 47. Aldo Ricci e Giulio Salierno, Il carcere in Italia. Inchiesta sui carcerati, i carcerieri e l'ideologia carceraria.

1972

- 48. Jacques Lacan, La cosa freudiana e altri scritti. Psicanalisi e linguaggio.
- 49. Gregorio Bermann, La salute mentale in Cina. Medicina e politica nella rivoluzione cinese.
- 50. Nicola Badaloni, Per il comunismo. Questioni di teoria.
- 51. Michel Foucault, L'ordine del discorso. I meccanismi sociali di controllo e di esclusione della parola, trad. di Alessandro Fontana.
- 52. Dario Paccino, L'imbroglio ecologico. L'ideologia della natura.
- 53. Juliet Mitchell, La condizione della donna. Il nuovo femminismo.
- 54. David Cooper, La morte della famiglia. Il nucleo familiare nella società capitalistica, trad. di C. Costantini Maggioni.
- 55. George L. Jackson, Col sangue agli occhi. Il «fascismo americano» e altri scritti.

1973

- 56. Werner Fuchs, Le immagini della morte nella società moderna. Sopravvivenze arcaiche e influenze attuali.
- 57. Noam Chomsky, Conoscenza e libertà. Linguaggio e prassi politica.
- 58. Karel Teige, Il mercato dell'arte. L'arte tra capitalismo e rivoluzione.
- 59. Gunnar Myrdal, L'obiettività nelle scienze sociali. L'illusione della «neutralità» della scienza.
- 60. Ronald D. Laing, La politica della famiglia. Le dinamiche del gruppo familiare nella nostra società.
- 61. Catherine Lamour e Michel R. Lamberti, Il sistema mondiale della droga. La tossicomania come prodotto del capitalismo internazionale.

1974

- 62. Rudolf Arnheim, Entropia ed arte. Saggio sul disordine e l'ordine, trad. di Renato Pedio.
- 63. Mario Lodi, Insieme. Giornale di una quinta elementare.
- 64. Alain Touraine, Vita e morte del Cile popolare. Diario di un sociologo luglio-settembre 1973.
- 65. Ronald D. Laing, Nodi. Paradigmi di rapporti interpsichici e interpersonali.

1975

- 66. Roland Barthes, Il piacere del testo. Contro le indifferenze della scienza e il puritanesimo dell'analisi ideologica, trad. di Lidia Lonzi.
- 67. Enrico Berlinguer, La proposta comunista. Relazione al Comitato centrale e alla Commissione centrale di controllo del Partito comunista italiano in preparazione del XIV Congresso.
- 68. Crimini di pace. Ricerche sugli intellettuali e sui tecnici come addetti all'oppressione, a cura di Franco Basaglia e Franca Basaglia Ongaro.
- 69. Kate Millett, Prostituzione. Quartetto per voci femminili.
- 70. Roman Jakobson, Una generazione che ha dissipato i suoi poeti. Il problema Majakovskij, a cura di Vittorio Strada.
- 71. Mao Tse-tung, Su Stalin e sull'Urss. Scritti sulla costruzione del socialismo 1958-1961.
- 72. La nuova storia economica. Problemi e metodi, a cura di Ralph L. Andreano.
- 73. Vladimir Ja. Propp, Edipo alla luce del folclore. Quattro studi di etnografia storico-strutturale, a cura di Clara Strada Janovič.
- 74. Nicola Badaloni, Il marxismo di Gramsci. Dal mito alla ricomposizione politica.
- 75. Theodosius Dobzhansky, Diversità genetica e uguaglianza umana. Razzismo e ricerca scientifica.
- 76. Philippe Gavi, Jean-Paul Sartre, Pierre Victor, Ribellarsi è giusto. Dal maggio '68 alla controrivoluzione in Cile.

1976

- 77. Juliet Mitchell, Psicoanalisi e femminismo. Freud, Reich, Laing e altri punti di vista sulla donna.
- 78. György Lukács, Michail Bachtin e altri, Problemi di teoria del romanzo. Metodologia letteraria e dialettica storica, a cura di Vittorio Strada, trad. di. Clara Strada Janovič.
- 79. Dario Paccino, L'ombra di Confucio. Uomo e natura in Cina.
- 80. Hans Magnus Enzensberger, Palaver. Considerazioni politiche.
- 81. Gisèle Freund, Fotografia e società. Riflessione teorica ed esperienza pratica di una allieva di Adorno.
- 82. Heinrich Böll, Rapporti sui sentimenti politici della nazione. Una satira dello spionaggio totale, trad. di Italo Alighiero Chiusano.
- 83. George Kubler, La forma del tempo. Considerazioni sulla storia delle cose.
- 84. Norberto Bobbio, Quale socialismo? Discussione di un'alternativa.
- 85. Io, Pierre Rivière, avendo sgozzato mia madre, mia sorella e mio fratello... Un caso di parricidio nel XIX secolo, a cura di Michel Foucault, trad. di Alessandra Fontana e Pasquale Pasquino.

1977

- 86. Noam Chomsky, Per ragioni di Stato. Ideologie coercitive e forze rivoluzionarie.
- 87. Jean Fallot, Il piacere e la morte nella filosofia di Epicuro. La liberazione epicurea.
- 88. Phyllis Chesler, Le donne e la pazzia, con un commento di Franca Ongaro Basaglia.
- 89. Lucio Libertini, Quale Parlamento? Osservazioni e proposte sull'istituto parlamentare.
- 90. Michel Foucault, Microfisica del potere. Interventi politici, a cura di Alessandro Fontana e Pasquale Pasquino.
- 91. Roland Barthes, Sade, Fourier, Loyola. La scrittura come eccesso, trad. di Lidia Lonzi.
- 92. Scienze sociali e riforma nella scuola secondaria. Una proposta.
- 93. Dissenso e socialismo. Una voce marxista del Samizdat sovietico.
- 94. Pierre Boulez, Per volontà e per caso. Su Pierre Boulez e sulla musica contemporanea.
- 95. Alberto Asor Rosa, Le due società. Ipotesi sulla crisi italiana.
- 96. Max Horkheimer, Crepuscolo. Appunti presi in Germania 1926-1931, trad. di G. Backhaus.
- 97. Roberto Convenevole, Processo inflazionistico e redistribuzione del reddito. La dinamica del salario relativo e del saggio di surplus delle industrie manifatturiere.

1978

- 98. Daniel Lindenberg, Il marxismo introvabile. Filosofia e ideologia in Francia dal 1880 a oggi.
- 99. Giuliano Toraldo di Francia, Il rifiuto. Considerazioni semiserie di un fisico sul mondo di oggi e di domani.
- 100. Ronald D. Laing, I fatti della vita. Sogni, fantasie, riflessioni sulla nascita.
- 101. Alain Touraine, Per la sociologia. La mentalità sociologica come strumento di liberazione.
- 102. Massimo L. Salvadori, Eurocomunismo e socialismo sovietico. Problemi attuali del Pci e del movimento operaio.
- 103. Ernst H. Gombrich, Julian Hochberg, Max Black, Arte, percezione e realtà. Come pensiamo le immagini, trad. di Luca Fontana.
- 104. Harry Harris, Diagnosi prenatale e aborto selettivo. Questioni biologiche, etiche e sociali.
- 105. Giorgio Agamben, Infanzia e storia. Distruzione dell'esperienza e origine della storia.
- 106. Michail Lifšic, Mito e poesia. Riflessioni estetiche di un marxista «classico».
- 107. Susan Sontag, Sulla fotografia. Realtà e immagine nella nostra società, trad. di Ettore Capriolo.
- 108. François Jacob, Evoluzione e bricolage. Gli «espedienti» della selezione naturale.
- 109. Altiero Spinelli, Pci, che fare? Riflessioni su strategia e obiettivi della sinistra.
- 110. Ronald D. Laing, Mi ami? Nuove situazioni intrapsichiche e interpersonali.

1979

- 111. Aleksandr V. Čajanov, Viaggio di mio fratello Aleksej nel paese dell'utopia contadina. La critica della civiltà cittadina di un economista.
- 112. Pierre Boulez, Pensare la musica oggi.
- 113. Heinrich Böll, Rosa e dinamite. Scritti di politica e di letteratura. 1952-1976.
- 114. Susan Sontag, Malattia come metafora. Il cancro e la sua mitologia, trad. di Ettore Capriolo.
- 115. Il giardino dei gelsi. Dieci anni di antipsichiatria italiana, a cura di Ernesto Venturini, prefazione di Franco Basaglia.

1980

- 116. Augusto Illuminati, Gli inganni di Sarastro. Ipotesi sul politico e sul potere.
- 117. Siegfried Kracauer, Gli impiegati. Un'analisi profetica della società contemporanea, nota introduttiva di Luciano Gallino.
- 118. Robert Havemann, Un comunista tedesco. Considerazioni dall'isolamento sul passato e sul futuro raccolte da Manfred Wilke, a cura di Lucio Lombardo Radice e Antonio Machi.
- 119. Sociobiologia e natura umana. Una discussione interdisciplinare, con un saggio introduttivo di Luciano Gallino.
- 120. Julij Martov, Bolscevismo mondiale. La prima critica marxista del leninismo al potere, trad. di F. Caselli.

1981

- 121. Dan Sperber, Per una teoria del simbolismo. Una ricerca antropologica.
- 122. Peter L. Berger, Le piramidi del sacrificio. Etica, politica e trasformazione sociale.
- 123. Roland Barthes, Lezione. Il punto sulla semiotica letteraria, trad. di Renzo Guidieri.

1982

- 124. Peter Brückner, Stato autoritario e movimenti alternativi in Germania. Passato e presente della Repubblica federale.
- 125. Fabrizio Battistelli, Armi: nuovo modello di sviluppo? L'industria militare in Italia.
- 126. Delia Frigessi Castelnuovo e Michele Risso, A mezza parete. Emigrazione, nostalgia, malattia mentale.
- 127. Jacques Lacan, Radiofonia. Televisione. L'itinerario di una ricerca.
- 128. Fede e scienza. La polemica su «Materialismo ed empiriocriticismo» di Lenin, a cura di Vittorio Strada.
- 129. Susan Sontag, Sotto il segno di Saturno. Interventi su letteratura e spettacolo, trad. di Stefania Bertola.
- 130. Nicolaj Trubeckoj, L'Europa e l'umanità. La prima critica all'eurocentrismo.

1983

- 131. Luciano Gallino, Informatica e qualità del lavoro.
- 132. Mario Lodi, La scuola e i diritti del bambino.
- 133. Toni Negri, Pipe-line. Lettere da Rebibbia.
- 134. W. Arthur Lewis, L'evoluzione dell'ordine economico internazionale.
- 135. Edward P. Thompson, Opzione zero. Una proposta per il disarmo nucleare.
- 136. Giulio Bollati, L'italiano. Il carattere nazionale come storia e come invenzione.
- 137. Paul Sweezy, Il marxismo e il futuro. Quattro lezioni.
- 138. I comportamenti sessuali. Dall'antica Roma a oggi.

1984

- 139. Paul D. MacLean, Evoluzione del cervello e comportamento umano, con un saggio introduttivo di Luciano Gallino.
- 140. Bernardo Secchi, Il racconto urbanistico. La politica della casa e del territorio in Italia.
- 141. Norberto Bobbio, Il futuro della democrazia. Una difesa delle regole del gioco.

1985

- 142. Theodor W. Adorno, Stelle su misura. L'astrologia nella società contemporanea.
- 143. Enrico Castelnuovo, Arte, industria, rivoluzioni. Temi di storia sociale dell'arte.
- 144. Cesare Cases, Su Lukács. Vicende di un'interpretazione.
- 145. Raffaele Guariniello, Se il lavoro uccide. Riflessioni di un magistrato.
- 146. Immanuel Wallerstein, Il capitalismo storico. Economia, politica e cultura di un sistema-mondo.
- 147. Carlo Augusto Viano, Va' pensiero. Il carattere della filosofia italiana contemporanea.
- 148. Hans Robert Jauss, Apologia dell'esperienza estetica, con un saggio di Max Imdahl, introduzione di Carlo Gentili.

1986

- 149. Tzvetan Todorov, Critica della critica. Un romanzo di apprendistato.
- 150. Alfonso Berardinelli, L'esteta e il politico. Sulla nuova piccola borghesia.
- 151. Lettere da vicino. Per una possibile reinvenzione della sinistra.
- 152. Carlo Ginzburg, Miti emblemi spie. Morfologia e storia.
- 153. Alfonso Berardinelli, Franco Brioschi, Costanzo Di Girolamo, La ragione critica. Prospettive nello studio della letteratura.
- 154. Arnaldo Bagnasco e Massimo D'Angelillo, Torino. Un profilo sociologico.
- 155. Leonardo Paggi, I comunisti italiani e il riformismo. Un confronto con le socialdemocrazie europee.

1987

- 156. La questione socialista. Per una possibile reinvenzione della sinistra, a cura di Vittorio Foa e Antonio Giolitti.
- 157. Alfredo Salsano, Ingegneri e politici. Dalla razionalizzazione alla «rivoluzione manageriale».
- 158. Stanley Fish, C'è un testo in questa classe? L'interpretazione nella critica letteraria e nell'insegnamento.
- 159. Leonardo Boff, Una prospettiva di liberazione. La teologia, la Chiesa, i poveri.
- 160. Germania: un passato che non passa. I crimini nazisti e l'identità tedesca, a cura di Gian Enrico Rusconi.

1988

- 161. Hermann Bente e Nikolaj I. Bucharin, Inefficienza economica organizzata. L'economia burocratizzata nella Germania di Weimar, a cura di Alfredo Salsano.
- 162. Abdelfattah Kilito, L'autore i suoi doppi. Saggio sulla cultura araba classica.
- 163. Silvio Lanaro, L'Italia nuova. Identità e sviluppo 1861-1988.
- 164. Il «caso Austria». Dall'«Anschluss» all'era Waldheim, a cura di Roberto Cazzola e Gian Enrico Rusconi.
- 165. Donald N. McCloskey, La retorica dell'economia. Scienza e letteratura nel discorso economico, con una introduzione di Augusto Graziani.

1989

- 166. Susan Sontag, L'Aids e le sue metafore, trad. di Carmen Novella.
- 167. Americanismo e riformismo. La socialdemocrazia europea nell'economia mondiale aperta, a cura di Leonardo Paggi.

1990

- 168. Hans Belting, La fine della storia dell'arte o la libertà dell'arte.
- 169. Günther Roth, Potere personale e clientelismo.